# Бетехтин, Никита Николаевич
Ники́та Никола́евич Бете́хтин (род. 6 марта 1988, Тюмень) — российский театральный режиссёр, основатель Тюменского молодёжного театра «Буриме» (2010).

## Биография
Родился в Тюмени. Окончил Ишимский городской общеобразовательный лицей им. Е. Г. Лукьянец. Профессиональную деятельность начал в 2010 году, основав Тюменский молодёжный театр «Буриме». Оставался его художественным руководителем до 2012 года.
С 2016 года — активный участник разных творческих лабораторий в России и за рубежом. В 2017 году с отличием окончил режиссёрский факультет ГИТИСа (мастерская Л. Е. Хейфеца). В 2018 году также с отличием окончил магистратуру Школы-студии МХАТ (курс В. А. Рыжакова). 
С 2019 по 2021 год — режиссёр Красноярского театра юного зрителя. Также с 2019 года является руководителем мастерской «Act 9» актёрской школы Гоголь School при Гоголь-центре (Москва).
Автор более 25 спектаклей, Н. Бетехтин активно ставит о социальных проблемах молодёжи на основе современных текстов.

Работая с новыми текстами, он пытается понять, чем же отличается наше настоящее.
Но постановки Бетехтина остросоциальными не назовёшь, это не театр прямого высказывания, который предъявляет зрителю факты. Он, скорее, изучает внутреннюю жизнь человека и говорит о том, как человек чувствует себя в алогичном мире, о чем он думает, когда выходит на улицу, что заставляет его испытывать страх или вызывает тревогу.
— Мария Кожина, «Петербургский театральный журнал» № 4 2019
На фестивалях современной драматургии выступал режиссёром читок пьес: «Тот самый день» Я. Пулинович и «Лабрум» М. Досько (2017), «Пол это лава, Маша — шалава» М. Конторович (2018), «Рейп ми» И. Васьковской (2019), «Ноябрь — 86» Ю. Тупикиной (2020), «Ощущение бороды» К. Драгунской (2021). Выпустил несколько зум-спектаклей, в том числе «Урожай» по пьесе П. Пряжко (проект театра «Практика»).
Участник фестивалей «Золотая маска», «Живые лица», «Любимовка», «Первая читка», международного театрального фестиваля «TACT» (Италия). 
В мае 2022 года покинул Россию, после того как стал преследоваться за антивоенную деятельность. Апрельская премьера «Роналду никогда не догонит мою бабушку» в Электротеатре была отменена «по техническим причинам».

## Театральные постановки
Тюменский молодёжный театра «Буриме»
- 2010 — «Эмигранты» С. Мрожека[комм. 1]
- 2011 — «Соня» по Т. Толстой
- 2012 — «В ожидании Годо» С. Беккета[1]

ГИТИС (Москва)
- 2015 — #ялюблютебяжизнь (спектакль-концерт из песен военных лет)
- 2016 — PEER GYNT. Часть первая Г. Ибсена
- 2017 — AS YOU LIKE IT, свободное сочинение по пьесе У. Шекспира

Театр «СТУДИЯ. project» (Москва)
- 2015 — «Гроза» А. Островского[16]

Драматический театр Восточного военного округа (Уссурийск)
- 2016 — «Лес» А. Островского

Школа современной пьесы (Москва)
- 2016 — PRANK В. Алексеева

Кемеровский областной драматический театр
- 2017 — «Летние осы кусают нас даже в ноябре» И. Вырыпаева

Северо-Кавказский филиал ГЦСИ (Владикавказ)
- 2017 — «Братья» С. Давыдова

Театральный центр имени Вс. Мейерхольда (Москва)
- 2017 — «Чёрная коробка» П. Пряжко[17]
- 2018 — «Рождество» А. Лоскутова[18]

Гоголь School
- 2018 — «Гимнастический козёл» А. Середина

Русский театр Эстонии (Таллин)
- 2018 — «Омон Ра» В. Пелевина

Рязанский областной театр драмы
- 2018 — «Собака на сене» Лопе де Вега[19]

Театр «Старый дом» (Новосибирск)
- 2018 — «Серёжа очень тупой» Д. Данилова[20]
- 2020 — «Цемент» Х. Мюллера[21]

Бийский драматический театр
- 2019 — «Счастье моё» А. Червинского[22]

Красноярский театр юного зрителя
- 2019 — «Оливер Твист» Ч. Диккенса, А. Букреева
- 2019 — «Мама, мне оторвало руку» М. Конторович[23]
- 2020 — «Хлебзавод» А. Олейникова
- 2021 — «Катапульта» Д. Богословского[3]

Театр де Норд (Румыния)
- 2019 — «Сучилище» А. Иванова

Центр театрального мастерства (Нижний Новгород)
- 2019 — «Солнечная линия» И. Вырыпаева
- 2021 — «Герои среди нас» С. Давыдова[24]

Великолукский драматический театр (Великие Луки)
- 2021 — «Шесть персонажей в поисках автора» Л. Пиранделло[25]

Театр для детей и молодёжи (Кемерово)
- 2021 — «Горка» А. Житковского

Комсомольский-на-Амуре драматический театр
- 2021 —  «Ловушка для птиц» К. Стешика

Электротеатр Станиславский
- 2022 — «Роналду никогда не догонит мою бабушку» Е. Зайцева и С. Давыдова

## Участие в фестивалях
- 2011 — III международный фестиваль «Театральная революция» (Тюмень) — спектакль «Эмигранты»[1].
- 2016 —  VII Международный театральный фестиваль «ПостЕфремовское пространство» (Мелихово) — спектакль «Гроза»[26].
- 2016 — Международный молодёжный театральный фестиваль «Живые лица» (Тюмень) — спектакль «Гроза» (приз «За лучшую режиссуру»).
- 2016 — VI Фестиваль частных столичных театров «Московская обочина» — спектакль «Гроза» («Лучший спектакль»)[27].
- 2017 — Международный театральный фестиваль «TACT» (Триест, Италия) — спектакль «Гроза».
- 2019 — Всероссийский фестиваль независимых театров «Театральная Стрелка» (Нижний Новгород) — спектакль «Рождество».
- 2019 — Всероссийский молодежный Фестиваль документального театра «Вербатимфэст» (Воронеж) — спектакль «Братья».
- 2019 — Международный театральный фестиваль «TACT» (Триест, Италия) — спектакль «Братья».
- 2020 — Внеконкурсная программа «Маска Плюс» в рамках Российской национальной премии «Золотая маска» — спектакль «Мама, мне оторвало руку»[28].
- 2021 — Международный молодёжный театральный фестиваль «Живые лица» (Тюмень) — спектакль «Мама, мне оторвало руку» (лауреат фестиваля)[29].
- 2021 — Х Всероссийский театральный фестиваль им. М. Горького (Нижний Новгород) — спектакль "Герои среди нас" (премия имени Е. А. Евстигнеева "Талант").
- 2021 — V фестиваль «Биеннале театрального искусства. Уроки режиссуры» (Москва) — спектакль "Цемент".

## Награды и призы
- 2016 — Лауреат государственной стипендии Союза театральных деятелей РФ[30];
- 2019 — Лауреат стипендии Правительства РФ молодым деятелям культуры и искусств.

## Комментарии
1. ↑  Спектакль «Эмигранты» стал лауреатом Третьего международного фестиваля «Театральная революция» в Тюмени в 2011 году[1].